# Cephaloleia fenestrata
Cephaloleia fenestrata es un coleóptero de la familia Chrysomelidae.
Fue descrita científicamente en 1910 por Weise.